# Horst Franz Kern
Horst Franz Kern (* 1. Dezember 1938 in Saarbrücken) ist ein deutscher Mediziner und Biologe.
Er promovierte 1964 und habilitierte sich 1968 an der Universität Heidelberg, wo er 1973 außerplanmäßiger Professor wurde. 1976 ging er als ordentlicher Professor an die Philipps-Universität Marburg, wo er Direktor des Instituts für Zytobiologie und Zytopathologie war. Von 2000 bis 2003 war er Präsident der Universität Marburg.
1970 erhielt Kern den Ferdinand-Bertram-Preis der Deutschen Gesellschaft für Diabetesforschung. Seine Forschungsgebiete sind Anatomie, Histologie und Zellbiologie. Im Jahr 2012 wurde er in Miami/Florida für sein Lebenswerk mit dem „Vay Liang and Frisca Go Award for Lifetime Achievement“ der American Pancreatic Association ausgezeichnet.
Als vielzitierter Wissenschaftler hat Kern 2021 laut Scopus einen h-Index von 39.

## Werke
- Kern, Horst Franz: Beitrag zur funktionellen Morphologie der Inselzellen im Pankreas, Heidelberg 1968; DNB 481565051